# Plesmanlaan

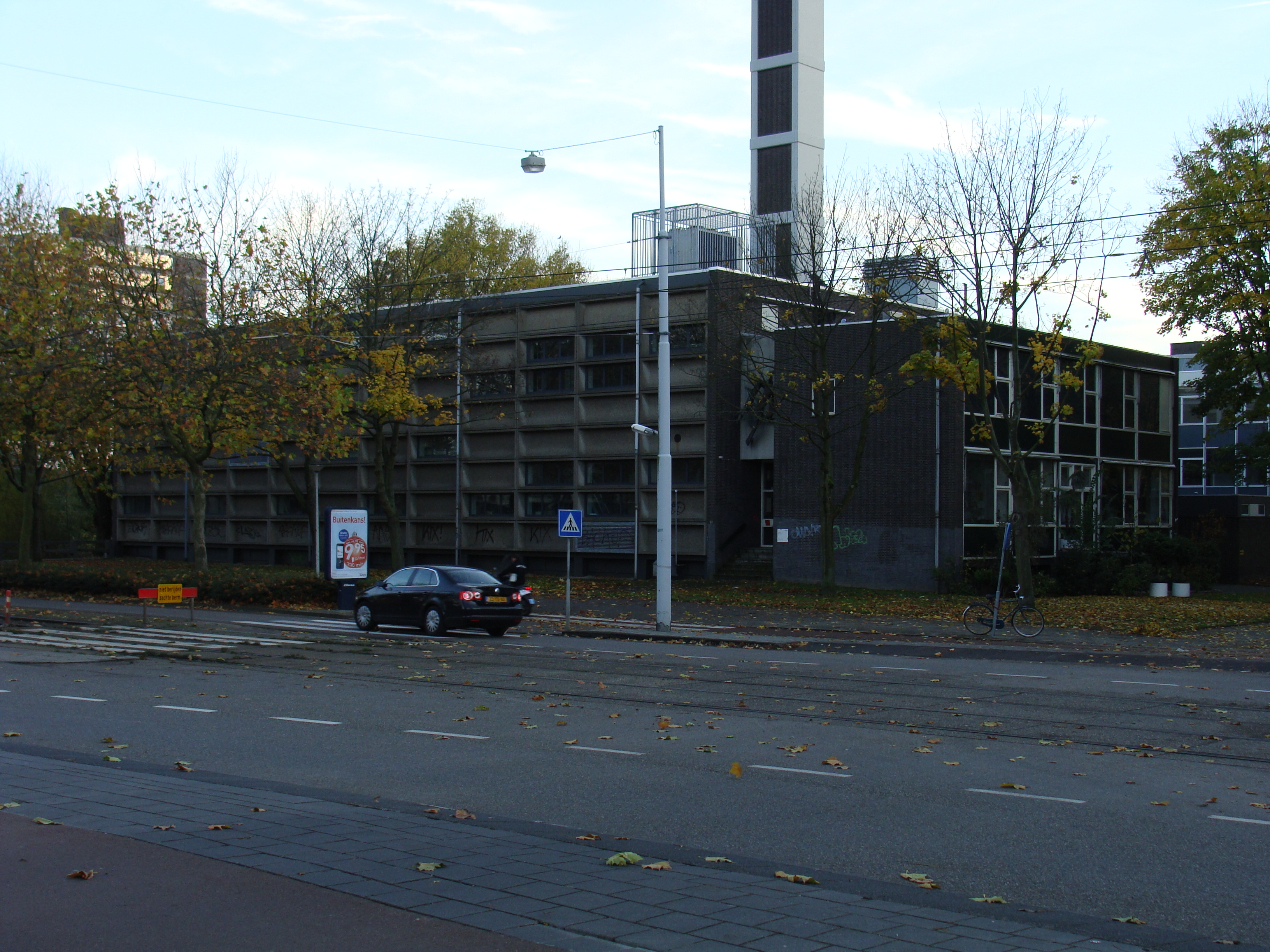
Telefooncentrale aan de Plesmanlaan

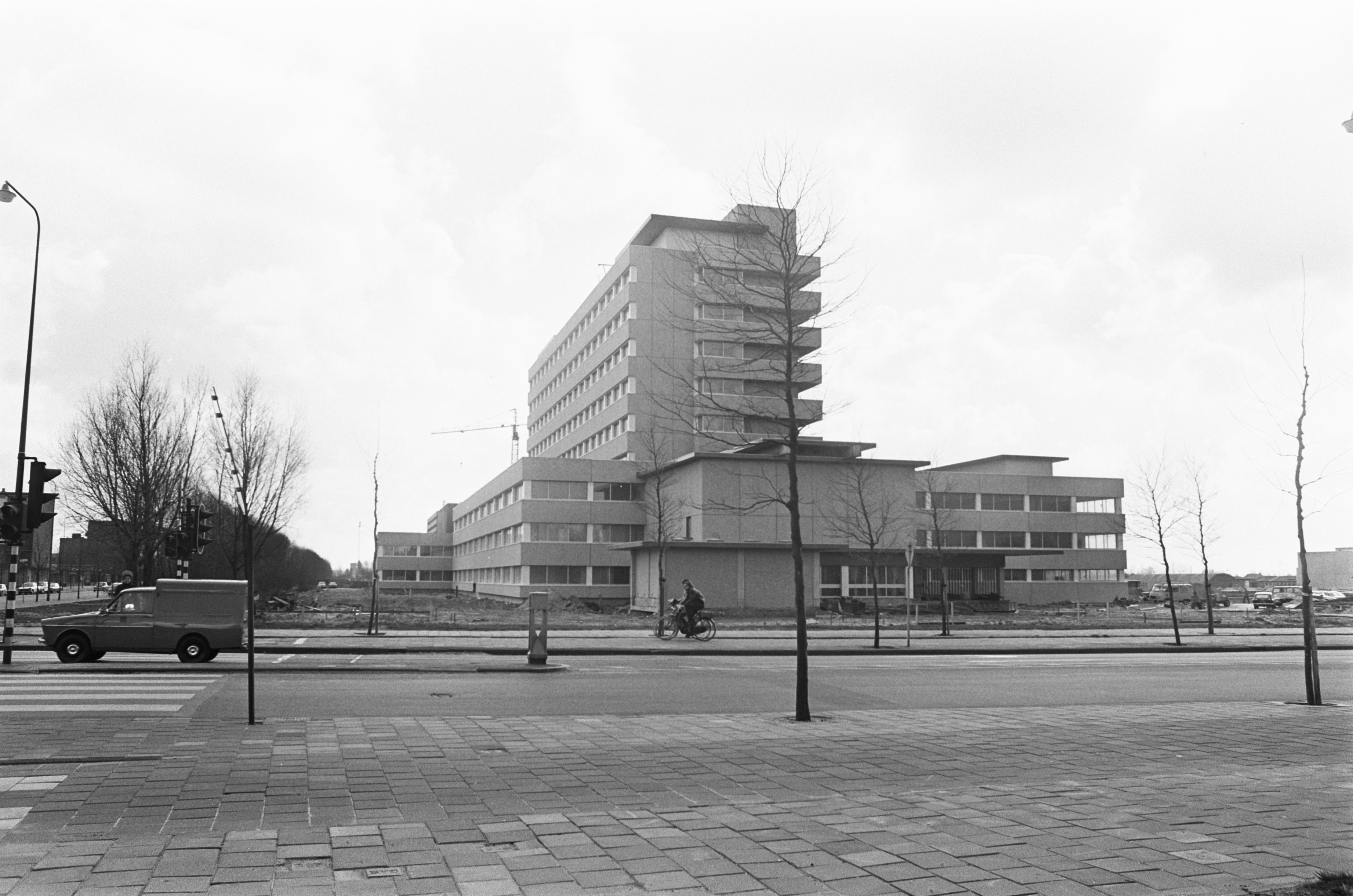
Het NKI in 1973

De Plesmanlaan is naam van een aantal straten in Nederland, waaronder Amsterdam, Leiden, Utrecht, Kolham en Den Haag.

## Amsterdam
De Plesmanlaan is een straat in Amsterdam - Nieuw West. De straat ligt in het verlengde van de Heemstedestraat, vanaf het viaduct (Heemstedespoorbrug) van de Ringspoorlijn. De weg loopt tot aan het dorp Sloten, waar de Plesmanlaan bij de Osdorperweg overgaat in de straat Langsom die naar de Sloterbrug naar Badhoevedorp loopt.
De straat kreeg haar naam in 1955 en is vernoemd naar de luchtvaartpionier Albert Plesman (1889-1953), die in 1919 de KLM oprichtte.

### Gebouwen en organisaties
- Aan het begin van van de straat ligt de Telefooncentrale Amsterdam-Slotervaart uit 1959, op Plesmanlaan 1.
- Ten zuidwesten van de hoek met de Johan Huizingalaan, op Plesmanlaan 121, is het Antoni van Leeuwenhoekziekenhuis en het Nederlands Kanker Instituut, NKI-AVL, gevestigd.
- Daarnaast, op Plesmanlaan 125, was aanvankelijk het Centraal Laboratorium gevestigd van de Bloedtransfusiedienst van het Nederlandse Rode Kruis. De Bloedtransfusiedienst is opgegaan in de Nederlandse bloedbank Sanquin. Tegenwoordig is dit de Amsterdamse hoofdvestiging van Sanquin.

### Verkeer
De Amsterdamse stadsroute s107 loopt voor een deel over de Plesmanlaan. De belangrijkste ontsluitingsweg voor de wijk Nieuw Sloten, de Laan van Vlaanderen, in een wijde U-vorm, begint en eindigt op de Plesmanlaan.

#### Openbaar vervoer
Sinds 1975 rijdt tramlijn 2 vanaf het Hoofddorpplein over de Heemstedestraat en Plesmanlaan tot aan de Johan Huizingalaan naar de Louwesweg in Slotervaart(-Zuid). In 1991 werd deze tramlijn, tijdens de aanbouw van de wijk Nieuw-Sloten, verder verlengd tot een nieuw eindpunt aan het Oudenaardeplantsoen. 

### Kunst aan de Plesmanlaan
Aan de Plesmanlaan staan verscheidene kunstwerken:
- Aan de gevel van het telefoongebouw is een bronzen werk, Communicatie, van Lotti van der Gaag bevestigd.
- Ten zuidoosten van de kruising met het Christoffel Plantijnpad staat in het gras een metalen sculptuur Shelter van Tony Andreas opgesteld.
- Sinds maart 2019 staat Wandelend muurtje van Jan Snoeck in het grasveld ten noordoosten van de rotonde/kruising met Louis Davidsstraat.
- In het middenplantsoen van de rotonde waar de Baden Powellweg en Vrije Geer op de Plesmanlaan uitkomen, staat sinds 2007 een compositie van Adriaan Rees.

Voorts staan er in en rond de gebouwen van het Antoni van Leeuwenhoek en Sanquin kunstwerken

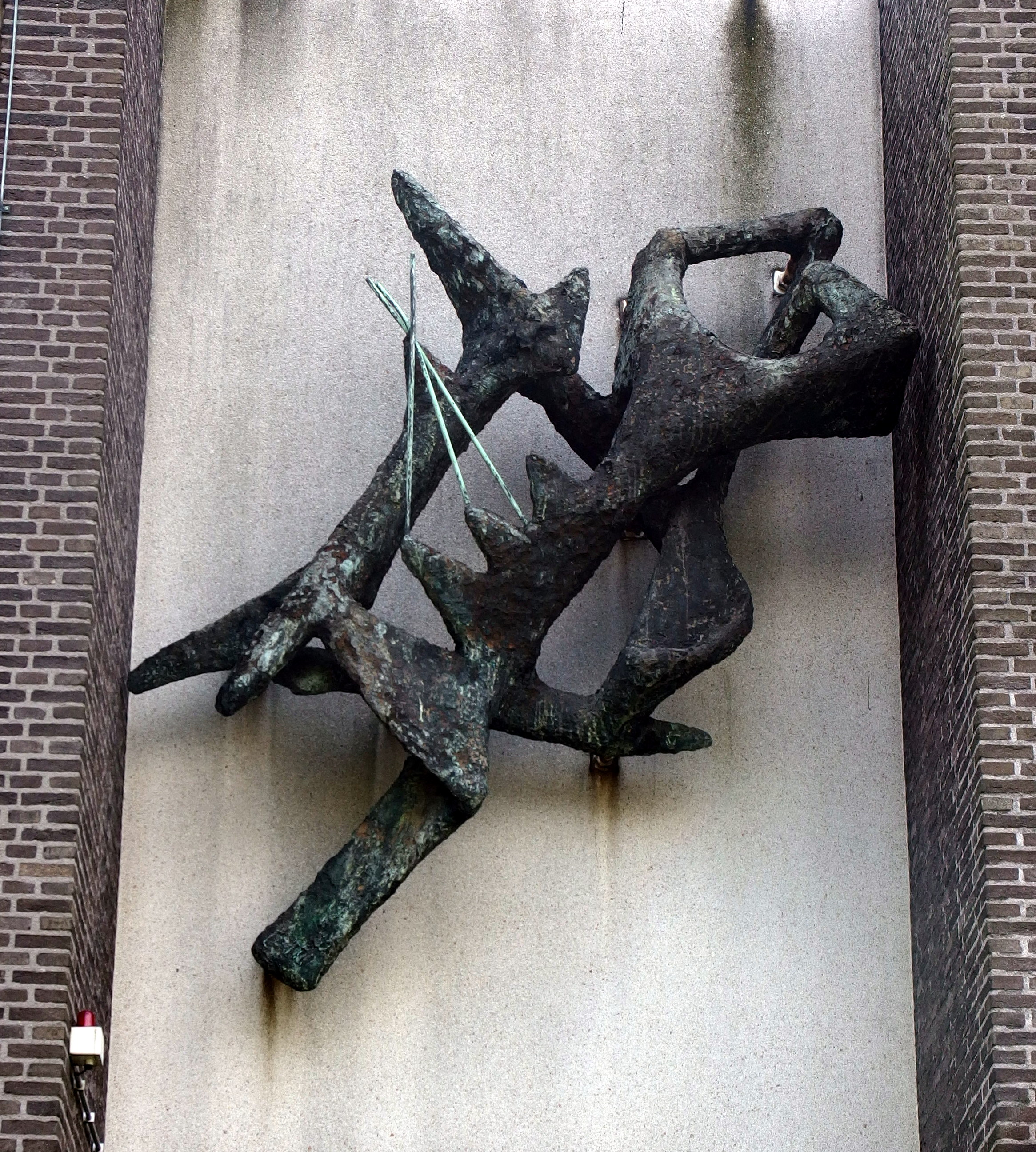
Communicatie van Lotti van der Gaag, @telefooncentrale
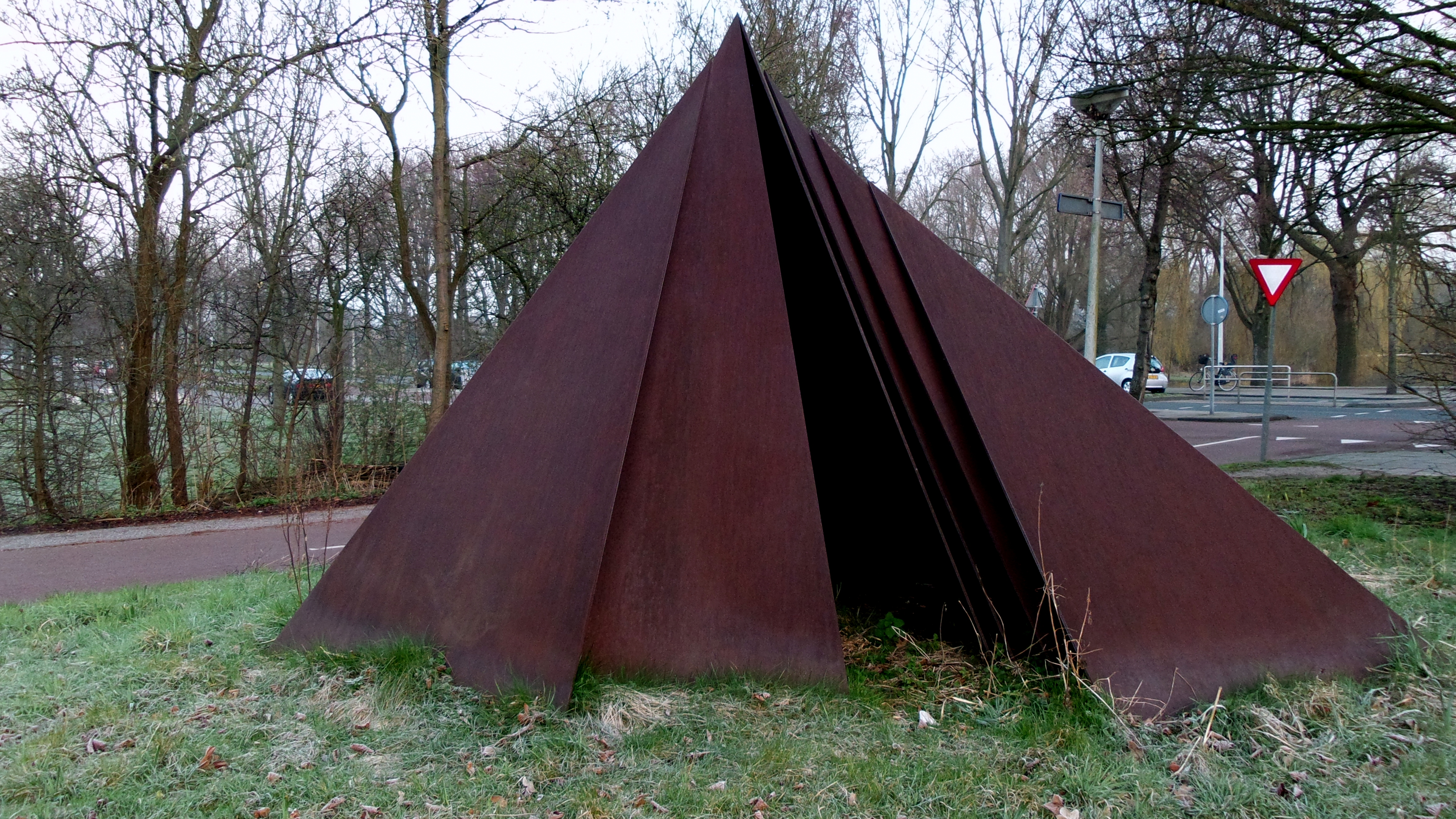
Shelter van Tony Andreas, aan Christoffel Plantijnpad
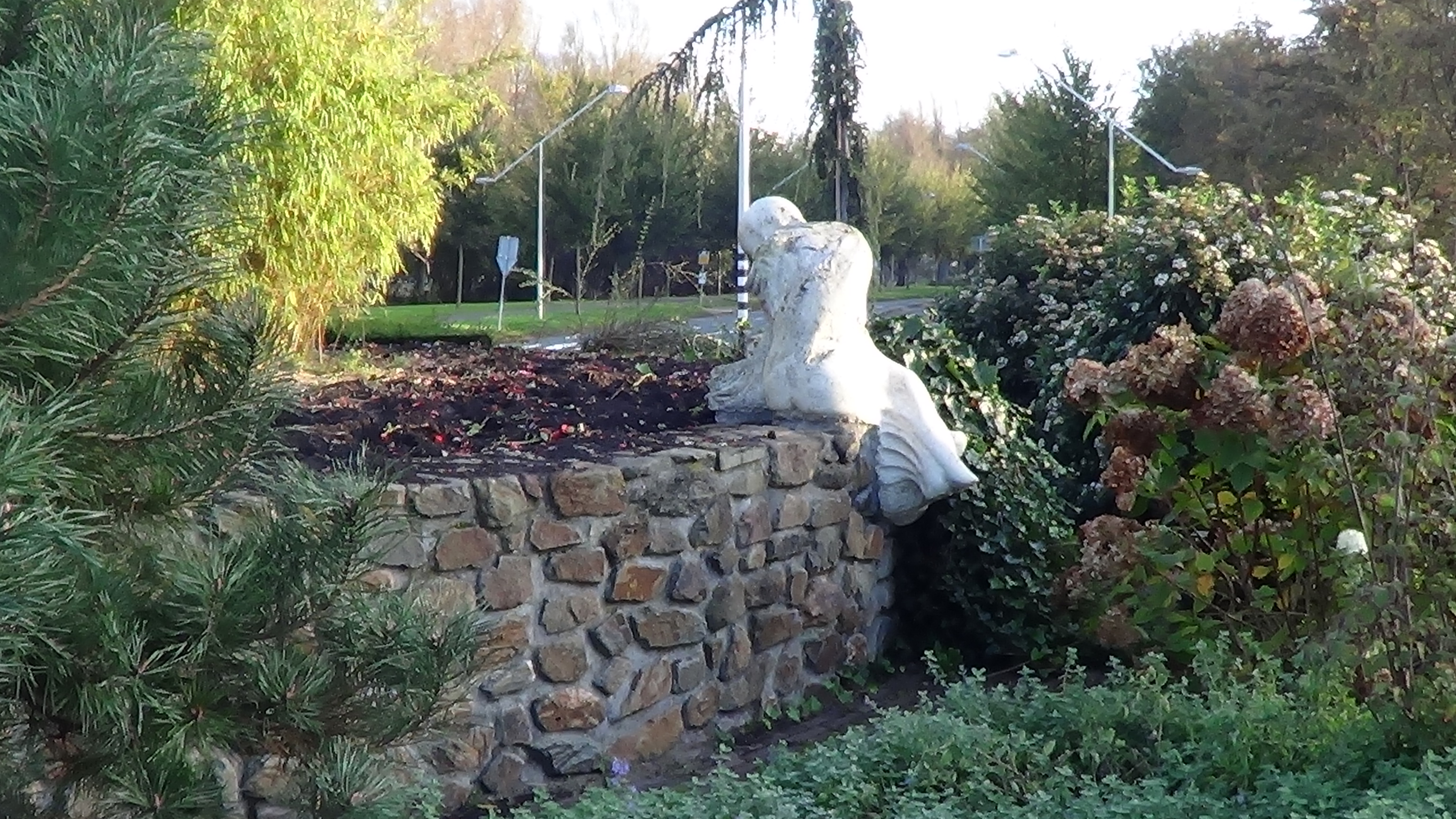
Rotonde van Adriaan Rees